# Ghara Zijaoddin
Ghara Zijaoddin (perski: قره ضياڈالدين) – miasto w Iranie, w ostanie Azerbejdżan Zachodni. W 2006 roku liczyła 22 589 mieszkańców w 5558 rodzinach.